# Ophiocamax applicatus
Ophiocamax applicatus är en ormstjärneart som beskrevs av Jean Baptiste François René Koehler 1922. Ophiocamax applicatus ingår i släktet Ophiocamax och familjen knotterormstjärnor. Inga underarter finns listade i Catalogue of Life.